# Вале Гранде (Фрозиноне)
Вале Гранде је насеље у Италији у округу Фрозиноне, региону Лацио.
Према процени из 2011. у насељу је живело 241 становника. Насеље се налази на надморској висини од 502 м.